# Академическая гребля на летних Олимпийских играх 2000 — двойки (мужчины)
Соревнования среди двоек без рулевого по академической гребле среди мужчин на летних Олимпийских играх 2000 прошли с 17 по 23 сентября в международном центре регаты в Сиднее. В соревновании приняли участие 30 спортсменов из 15 стран. Действующие олимпийские чемпионы британцы Стив Редгрейв и Мэтью Пинсент принимали участие в сиднейских Играх, но только в соревнованиях четвёрок.
Олимпийскими чемпионами 2000 года стали бронзовые призёры прошлых Игр французы Мишель Андрьё и Жан-Кристоф Роллан. Серебряные награды завоевали американцы Тед Мерфи и Себастьян Беа, а обладателями бронзовых наград стали австралийцы Джеймс Томкинс и Мэттью Лонг, который незадолго до начала Игр заменил в экипаже Дрю Гинна.

## Призёры
| Золото                                       | Серебро                         | Бронза                                   |
| Франция · Мишель Андрьё · Жан-Кристоф Роллан | США · Тед Мерфи · Себастьян Беа | Австралия · Мэттью Лонг · Джеймс Томкинс |

## Рекорды
До начала летних Олимпийских игр 2000 года лучшее мировое и олимпийское время были следующими:
| Мировой рекорд     | Великобритания                                | 6:18,40 | Люцерн  | 17 июля 1994 |
| Олимпийский рекорд | Великобритания · Стив Редгрейв, Мэтью Пинсент | 6:20,09 | Атланта | 27 июля 1996 |

## Расписание
| Дата        | Время | Раунд                  |
| ----------- | ----- | ---------------------- |
| 17 сентября | 10:10 | Предварительные заезды |
| 19 сентября | 10:10 | Отборочный заезд       |
| 21 сентября | 09:10 | Полуфиналы             |
| 22 сентября | 10:40 | Финал B                |
| 23 сентября | 09:30 | Финал A                |

## Результаты

### Предварительный этап
Первые три экипажа из каждого заезда напрямую проходили в полуфинал соревнований. Все остальные спортсмены попадали в утешительные заезды, где были разыграны ещё три места в полуфиналах.

#### Заезд 1
| Место | Спортсмены                            | Страна    | Время   | Отставание | Примечания |
| ----- | ------------------------------------- | --------- | ------- | ---------- | ---------- |
| 1     | Мишель Андрьё Жан-Кристоф Роллан      | Франция   | 6:44,80 | +0,00      | SF         |
| 2     | Луиджи Соррентино Паскуале Пандзарино | Италия    | 6:48,26 | +3,46      | SF         |
| 3     | Оливер Мартинов Нинослав Сарага       | Хорватия  | 6:52,57 | +7,77      | SF         |
| 4     | Дамиан Ордас Диего Агиррегомескорта   | Аргентина | 6:55,74 | +10,94     | R          |
| 5     | Касам Кхан Индерпал Сингх             | Индия     | 7:09,94 | +25,14     | R          |

#### Заезд 2
| Место | Спортсмены                     | Страна    | Время   | Отставание | Примечания |
| ----- | ------------------------------ | --------- | ------- | ---------- | ---------- |
| 1     | Джордже Вишацки Никола Стоич   | Югославия | 6:42,62 | +0,00      | SF         |
| 2     | Рамон ди Клементе Донован Чех  | ЮАР       | 6:43,23 | +0,61      | SF         |
| 3     | Тед Мерфи Себастьян Беа        | США       | 6:44,86 | +2,24      | SF         |
| 4     | Роберт Зенс Детлеф Кирххофф    | Германия  | 7:10,62 | +28,00     | R          |
| 5     | Амир Темраз Алаа Эль-Дин Ахмед | Египет    | 7:15,63 | +33,01     | R          |

#### Заезд 3
| Место | Спортсмены                 | Страна         | Время   | Отставание | Примечания |
| ----- | -------------------------- | -------------- | ------- | ---------- | ---------- |
| 1     | Эдвард Куд Грегори Сирл    | Великобритания | 6:42,45 | +0,00      | SF         |
| 2     | Мэттью Лонг Джеймс Томкинс | Австралия      | 6:46,99 | +4,54      | SF         |
| 3     | Фил Грэм Анри Херинг       | Канада         | 6:48,42 | +5,97      | SF         |
| 4     | Миха Пирих Грегор Срачньек | Словения       | 6:55,82 | +13,37     | R          |
| 5     | Пётр Баста Пётр Боченек    | Польша         | 6:58,47 | +16,02     | R          |

### Отборочный этап
Первые три экипажа проходят в полуфинал соревнований. Остальные гребцы выбывают из борьбы за медали.
| Место | Спортсмены                          | Страна    | Время   | Отставание | Примечания |
| ----- | ----------------------------------- | --------- | ------- | ---------- | ---------- |
| 1     | Роберт Зенс Детлеф Кирххофф         | Германия  | 6:45,73 | +0,00      | SF         |
| 2     | Пётр Баста Пётр Боченек             | Польша    | 6:48,74 | +3,01      | SF         |
| 3     | Миха Пирих Грегор Срачньек          | Словения  | 6:50,49 | +4,76      | SF         |
| 4     | Дамиан Ордас Диего Агиррегомескорта | Аргентина | 6:52,38 | +6,65      |            |
| 5     | Амир Темраз Алаа Эль-Дин Ахмед      | Египет    | 7:07,35 | +21,62     |            |
| 6     | Касам Кхан Индерпал Сингх           | Индия     | 7:16,10 | +30,37     |            |

### Полуфиналы
Первые три экипажа из каждого заезда проходили в финал соревнований. Все остальные спортсмены попадали в финал B, где разыгрывали места с 7-го по 12-е.

#### Заезд 1
| Место | Спортсмены                       | Страна         | Время   | Отставание | Примечания |
| ----- | -------------------------------- | -------------- | ------- | ---------- | ---------- |
| 1     | Мишель Андрьё Жан-Кристоф Роллан | Франция        | 6:30,96 | +0,00      | FA         |
| 2     | Эдвард Куд Грегори Сирл          | Великобритания | 6:31,08 | +0,12      | FA         |
| 3     | Рамон ди Клементе Донован Чех    | ЮАР            | 6:33,15 | +2,19      | FA         |
| 4     | Фил Грэм Анри Херинг             | Канада         | 6:33,22 | +2,26      | FB         |
| 5     | Пётр Баста Пётр Боченек          | Польша         | 6:43,38 | +12,42     | FB         |
| 6     | Оливер Мартинов Нинослав Сарага  | Хорватия       | 6:46,00 | +15,04     | FB         |

#### Заезд 2
| Место | Спортсмены                            | Страна    | Время   | Отставание | Примечания |
| ----- | ------------------------------------- | --------- | ------- | ---------- | ---------- |
| 1     | Мэттью Лонг Джеймс Томкинс            | Австралия | 6:34,42 | +0,00      | FA         |
| 2     | Джордже Вишацки Никола Стоич          | Югославия | 6:34,93 | +0,51      | FA         |
| 3     | Тед Мерфи Себастьян Беа               | США       | 6:35,42 | +1,00      | FA         |
| 4     | Роберт Зенс Детлеф Кирххофф           | Германия  | 6:38,41 | +3,99      | FB         |
| 5     | Миха Пирих Грегор Срачньек            | Словения  | 6:49,79 | +15,37     | FB         |
| 6     | Луиджи Соррентино Паскуале Пандзарино | Италия    | 6:53,57 | +19,15     | FB         |

### Финалы

#### Финал B
| Место | Спортсмен                             | Страна   | Время   | Отставание | Итоговое место |
| ----- | ------------------------------------- | -------- | ------- | ---------- | -------------- |
| 1     | Фил Грэм Анри Херинг                  | Канада   | 6:33,60 | +0,00      | 7              |
| 2     | Оливер Мартинов Нинослав Сарага       | Хорватия | 6:35,18 | +1,58      | 8              |
| 3     | Роберт Зенс Детлеф Кирххофф           | Германия | 6:37,94 | +4,34      | 9              |
| 4     | Пётр Баста Пётр Боченек               | Польша   | 6:39,44 | +5,84      | 10             |
| 5     | Миха Пирих Грегор Срачньек            | Словения | 6:40,23 | +6,63      | 11             |
| 6     | Луиджи Соррентино Паскуале Пандзарино | Италия   | 6:40,35 | +6,75      | 12             |

#### Финал A
В отсутствии действующих олимпийских чемпионов британцев Стива Редгрейва и Мэтью Пинсента фаворитами считались экипажи из Франции и Германии, которые становились чемпионами мира последних лет. Однако немецкие гребцы не смогли выйти в финал и противостоять французам могли британские и австралийские сборные, в составе которых имелись олимпийские медалисты Грегори Сирл и Джеймс Томкинс.
Финальная гонка прошла в напряжённой борьбе. Французские гребцы подтвердили статус фаворитов Игр, опередив менее чем на секунду на финише американских спортсменов Теда Мерфи и Себастьяна Беа, которые неожиданно смогли опередить серьёзных соперников и завоевать серебряные медали. В борьбе за бронзовую медаль гребцы из Австралии лишь на 0,12 с. смогли опередить представителей сборной Великобритании.
| Место | Спортсмен                        | Страна         | Время   | Отставание |
| ----- | -------------------------------- | -------------- | ------- | ---------- |
| 1     | Мишель Андрьё Жан-Кристоф Роллан | Франция        | 6:32,97 | +0,00      |
| 2     | Тед Мерфи Себастьян Беа          | США            | 6:33,80 | +0,83      |
| 3     | Мэттью Лонг Джеймс Томкинс       | Австралия      | 6:34,26 | +1,29      |
| 4     | Эдвард Куд Грегори Сирл          | Великобритания | 6:34,38 | +1,41      |
| 5     | Джордже Вишацки Никола Стоич     | Югославия      | 6:38,70 | +5,73      |
| 6     | Рамон ди Клементе Донован Чех    | ЮАР            | 6:43,10 | +10,13     |